# Райска птица (съзвездие)
Райска птица е незабележимо съзвездие в южната полярна област на небето, непознато на древните астрономи. В него няма ярки звезди. Не може да се наблюдава от територията на България.
Съзвездието е едно от дванадесетте южни съзвездия, въведени в края на 16 век от холандски корабни навигатори. За пръв път е изчертано в атласа на Йохан Байер „Уранометрия“ през 1603. Първоначалното наименование е било Apis Indica – „индийска пчела“. В по-късни атласи се среща като Avis Indica – „индийска птица“. Сегашното латинско наименование – Apus, е въведено от френския астроном Лакал през 1763 година. То съответства на птицата бързолет, но е прието да се превежда като „райска птица“.

## Ярки звезди
α Aps /чете се „алфа аподис“/ – оранжев гигант с видима звездна величина 3.83 и спектър К5. Отдалечен е на около 400 светлинни години от Земята.

## Двойни звезди
δ Aps /чете се „делта аподис“/ – двойка огромни оранжеви звезди от 5 величина, разделени на 103" (ъглови секунди), лесно различими в бинокъл.

## Сферични звездни купове
NGC 6101 – доста рехав сферичен звезден куп, открит от Джеймс Дънлоп през 1826 г. Яркост – 9.3 величина, видим диаметър -10.7' (ъглови минути). Тъй като в него няма звезди, по-ярки от 14 величина, с любителска техника е невъзможно да се раздели на отделни звезди.